# Georg Müller (Kunsthändler)

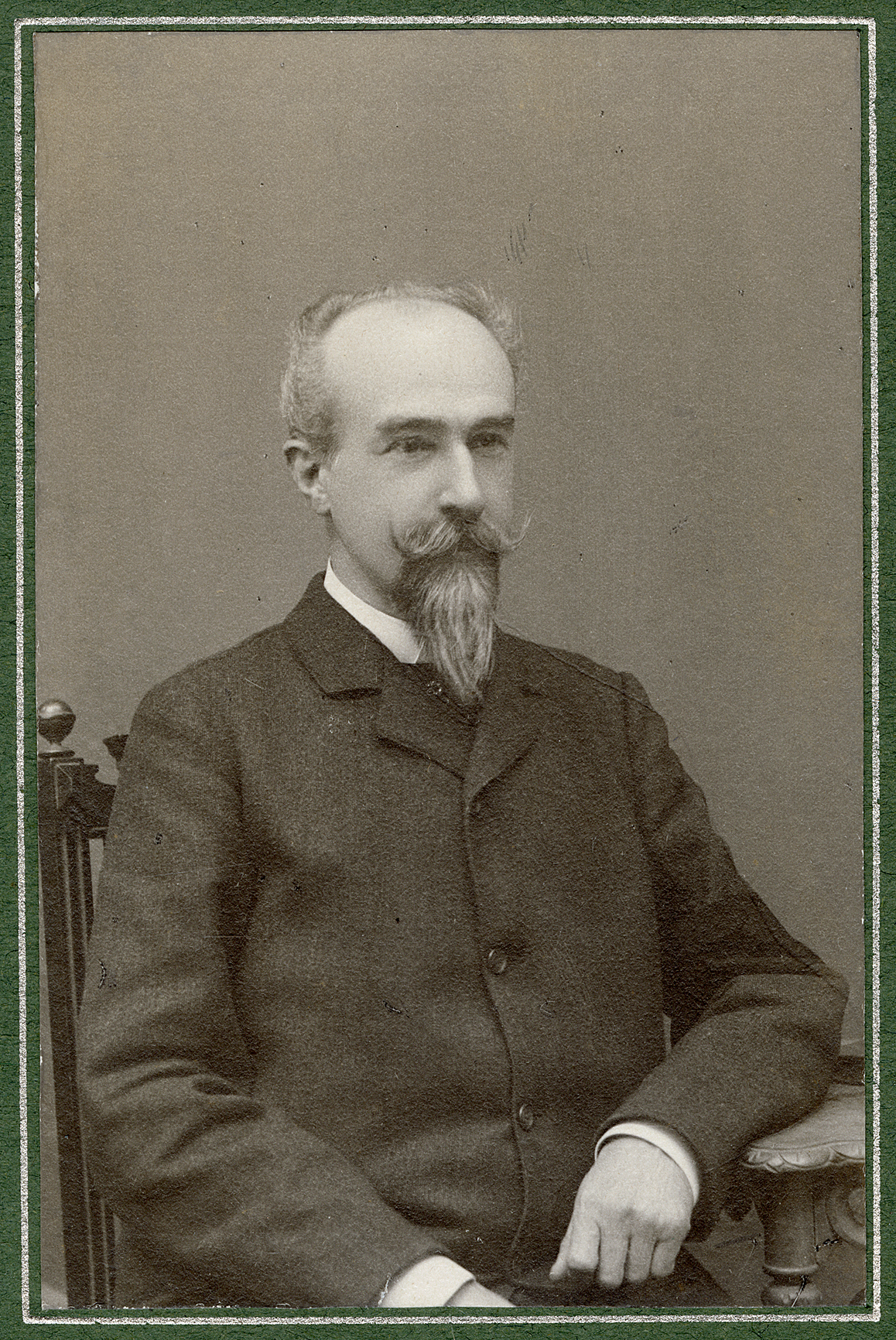
Georg Müller, 1908

Ernst Heinrich Georg Müller (* 19. Januar 1857 in Leipzig; † 7. Februar 1921 in Meran) war ein deutscher Kunsthändler und -sammler.

## Leben und Wirken
Georg Müller wurde als Sohn des Juristen und Universitätsprofessors Carl Otto Müller geboren. Nach dem Besuch der 1. Bürgerschule in Leipzig absolvierte er von 1874 bis 1877 eine kaufmännische Ausbildung in der Seidenhandlung J. B. Limburger Junior, anschließend arbeitete er dort noch für einige Zeit als Kommis. Bereits während seiner Lehre wurde er 1876 Mitglied des Vereins für die Geschichte Leipzigs, 1884 wurde er dort Sammlungsvorsteher.
Von 1879 bis 1881 arbeitete Müller in der Kunst- und Antiquitätenhandlung F. F. Jost, die sich vor allem auf die Zeit der Befreiungskriege spezialisiert hatte. Am 11. Oktober 1881 machte er sich selbstständig und übernahm die Antiquitätenhandlung von Alwin Zschiesche (1843–1929) in der damaligen Bahnhofstraße 2 (heute Georgiring), das Unternehmen firmierte ab da unter dem Namen Alwin Zschiesche Nachf. (Georg Müller). Zu dem Zeitpunkt hatte er selbst schon eine große Antiquitätensammlung in seiner Wohnung im Haus Kurprinz am Roßplatz zusammengetragen. Mitte der 1880er Jahre wandelte er sein Unternehmen in ein reines Kunstantiquariat um, ab 1895 hatte er seinen Geschäfts- und Wohnsitz in der damaligen Poniatowskistraße 12 (heute Gottschedstraße 40). 1902 verlegte er seinen Lebens- und Arbeitsmittelpunkt nach Obermais, einem Ortsteil der südtiroler Stadt Meran, wo er auch 1921 verstarb.
Er war ab 1883 mit Maria Sesemann (1863–1915) verheiratet, sie war Enkelin des Leipziger Kaufmanns und Dichters Wilhelm Gerhard.
Georg Müller sammelte bis zu seinem Tod, einen Großteil der Objekte montierte er mit Beschriftungen auf großflächige Pappen, die er thematisch in Mappen einlegte. Er vermachte seine umfangreiche allgemeine Kunstsammlung der Bibliothek des Börsenvereins der Deutschen Buchhändler zu Leipzig, die heute Teil des Deutschen Buch- und Schriftmuseums ist. Seine Sammlungen mit Zeichnungen, Aquarellen, Druckgrafiken, Fotografien, Autographen und Dokumenten zu Leipzig allgemein, zu Christian Gottfried Heinrich Geißler, zu Gerhards Garten, zum Kurprinzen am Roßplatz sowie mit Lebenserinnerungen befinden sich im Stadtgeschichtlichen Museum Leipzig.